# Старр, Вайолет
Вайолет Старр (англ. Violet Starr; род. 23 декабря 1996 года, Тампа, Флорида, США) — американская порноактриса.

## Карьера
Имеет испанское происхождение. Помимо учёбы, также занималась фигурным катанием, аэробикой и выступлениями в школьном театре. Потеряла девственность в 15 лет со своим парнем. В колледже обучалась в классе философии. Во время первого года обучения в колледже стала танцовщицей и познакомилась с вебкам моделью Евой Селестой (англ. Eva Celeste), которая позднее порекомендовала ей связаться с агентом.
Начала карьеру в апреле 2016 года в возрасте 19 лет. Первый фильм с партнёром-мужчиной — Raw 27 студии Evil Angel. Сотрудничает с лос-анджелесским агентством OC Modeling. Снимается для таких известных студий, как Brazzers, Digital Sin, Elegant Angel, Evil Angel, Girlfriends Films, Naughty America, New Sensations, Reality Kings и других. В ноябре 2019 года впервые исполнила анальный секс, снявшись для сайта TrueAnal.com.
Также стала моделью месяца (Honey of the Month) журнала Hustler за сентябрь 2017 года. В январе 2018 года была выбрана журналом Penthouse в качестве CyberCutie.
В ноябре 2017 года за роль в фильме The Submission of Emma Marx: Evolved была номинирована премией AVN Awards в категории «Лучшая актриса второго плана». За тот же фильм также была номинирована премией XBIZ Award в аналогичной категории.
По данным на ноябрь 2018 года, снялась в более чем 130 порнофильмах.

## Награды и номинации
| Год  | Награда          | Результат | Категория | Фильм                                  |
| ---- | ---------------- | --------- | --- | -------------------------------------- |
| 2017 | NightMoves Award | Номинация | Лучшая новая старлетка | н/д                                    |
| 2018 | AVN Award        | Номинация | Лучшая актриса второго плана | The Submission of Emma Marx: Evolved   |
| 2018 | AVN Award        | Номинация | Лучшая лесбийская сцена (вместе с Аней Олсен)                                                                                      | Cheer Squad Sleepovers 20              |
| 2018 | AVN Award        | Номинация | Лучшая новая старлетка | н/д                                    |
| 2018 | AVN Award        | Номинация | Лучшая сцена мастурбации/стриптиза                                                                                                 | Gushers 2                              |
| 2018 | XBIZ Award       | Номинация | Лучшая актриса второго плана | The Submission of Emma Marx: Evolved   |
| 2018 | XBIZ Award       | Номинация | Лучшая новая старлетка | н/д                                    |
| 2018 | XBIZ Award       | Номинация | Лучшая сцена секса — полнометражный фильм (вместе с Деймоном Дайсом)                                                               | The Submission of Emma Marx: Evolved   |
| 2021 | XRCO Award       | Номинация | Невоспетая сирена года | н/д                                    |
| 2022 | AVN Award        | Номинация | Лучшая актриса — короткометражный фильм                                                                                            | The Scheme                             |
| 2022 | AVN Award        | Номинация | Лучшая лесбийская групповая сцена (вместе с Кенной Джеймс и Эйприл О’Нил)                                                          | Burn So Bright Pt. 2                   |
| 2022 | AVN Award        | Номинация | Лучшая лесбийская сцена (вместе с Джейн Уайлд)                                                                                     | Girls Lovin’ Girls 2 — Scene 3         |
| 2022 | AVN Award        | Номинация | Лучшая сцена триолизма (вместе с Габби Картер и Смоллом Хэндсом)                                                                   | Influenced: Episode 4                  |
| 2022 | Fleshbot Award   | Номинация | Лучшая сцена группового секса (вместе с Джейн Уайлд, Лондон Ривер, Софией Грейс и Хейли Рид)                                       | Lesbian Schoolgirl Anal Milkshake Orgy |
| 2022 | XRCO Award       | Номинация | Невоспетая сирена года | н/д                                    |
| 2023 | AVN Award        | Номинация | Лучшая лесбийская групповая сцена (вместе с Арией Ли и Скай Блу)                                                                   | Torn — Scene 3                         |
| 2023 | XBIZ Award       | Номинация | Лучшая сцена секса — виртуальная реальность (вместе с Брэдом Стерлингом и Эйприл Олсен)                                            | A Pirate’s Life for Three              |
| 2023 | XRCO Award       | Номинация | Оргазмическая оралистка года | н/д                                    |
| 2024 | AVN Award        | Номинация | Лучшая командная сцена (вместе с Алексом Джонсом и Куинтоном Джеймсом)                                                             | Unexpected Threesome                   |
| 2024 | AVN Award        | Номинация | Лучшая сцена секса вчетвером/оргии (вместе с Лулу Чу, Нейтаном Бронсоном и Саммер Виксен)                                          | Big Swimmers                           |
| 2024 | AVN Award        | Номинация | Лучшая сцена секса вчетвером/оргии (вместе с Брейлин Бейли, Кирой Крофт, Миком Блу, Николь Арией, Пэйтон Пресли и Рори Нокс)       | Uncut G.O.A.T.                         |
| 2024 | XBIZ Award       | Победа    | Лучшая сцена секса — виртуальная реальность (вместе с Кайли Рокет, Кейли Ганнер, Огаст Скай, Оливером Дэвисом и Райаном Дриллером) | Wet & Wild in Tulum                    |
| 2024 | XBIZ Award       | Номинация | Лучшая сцена секса — гонзо (вместе с Брейлин Бейли, Кирой Крофт, Миком Блу, Николь Арией, Пэйтон Пресли и Рори Нокс)               | Uncut G.O.A.T.                         |
| 2024 | XBIZ Award       | Номинация | Лучшая сцена секса — полнометражный фильм (вместе с Кирой Нуар, Николь Доши и Рики Джонсоном)                                      | Wasteland Ultra                        |
| 2025 | AVN Award        | Номинация | Лучшая лесбийская групповая сцена (вместе с Галь Ричи и Скарлетт Алексис)                                                          | Rule of Three                          |
| 2025 | XMA Award        | Номинация | Лучшая сцена секса — только девушки (вместе с Лэйси Леннон)                                                                        | Bellesa House                          |

## Избранная фильмография
- 2016 — An Incestuous Affair
- 2016 — Lesbian Seductions 57
- 2016 — Schoolgrlz
- 2016 — Slut Auditions 2
- 2016 — Young And Curious
- 2017 — Big Booty Tryouts 2
- 2017 — Good Times
- 2017 — Horny Young Sluts
- 2017 — Natural Beauties 3
- 2017 — Threesome Encounters 2